# Sundaklyvstjärt
Sundaklyvstjärt (Enicurus velatus) är en fågel i familjen flugsnappare inom ordningen tättingar.

## Utseende och läte
Sundaklyvstjärten är en typisk klyvstjärt med svartvit dräkt och lång, kluven stjärt. Denna art har mörkgrå ovansida, vit undersida, mörk strupe och ett smalt vitt band runt pannan. Hanen har grå hjässa, honan mörkt rödbrun. Vitkronad klyvstjärt är betydligt större, med vita vingband och större vit fläck i pannan. Lätena är ljudliga, särskilt när den är upprörd, med ljusa och tunna visslingar.

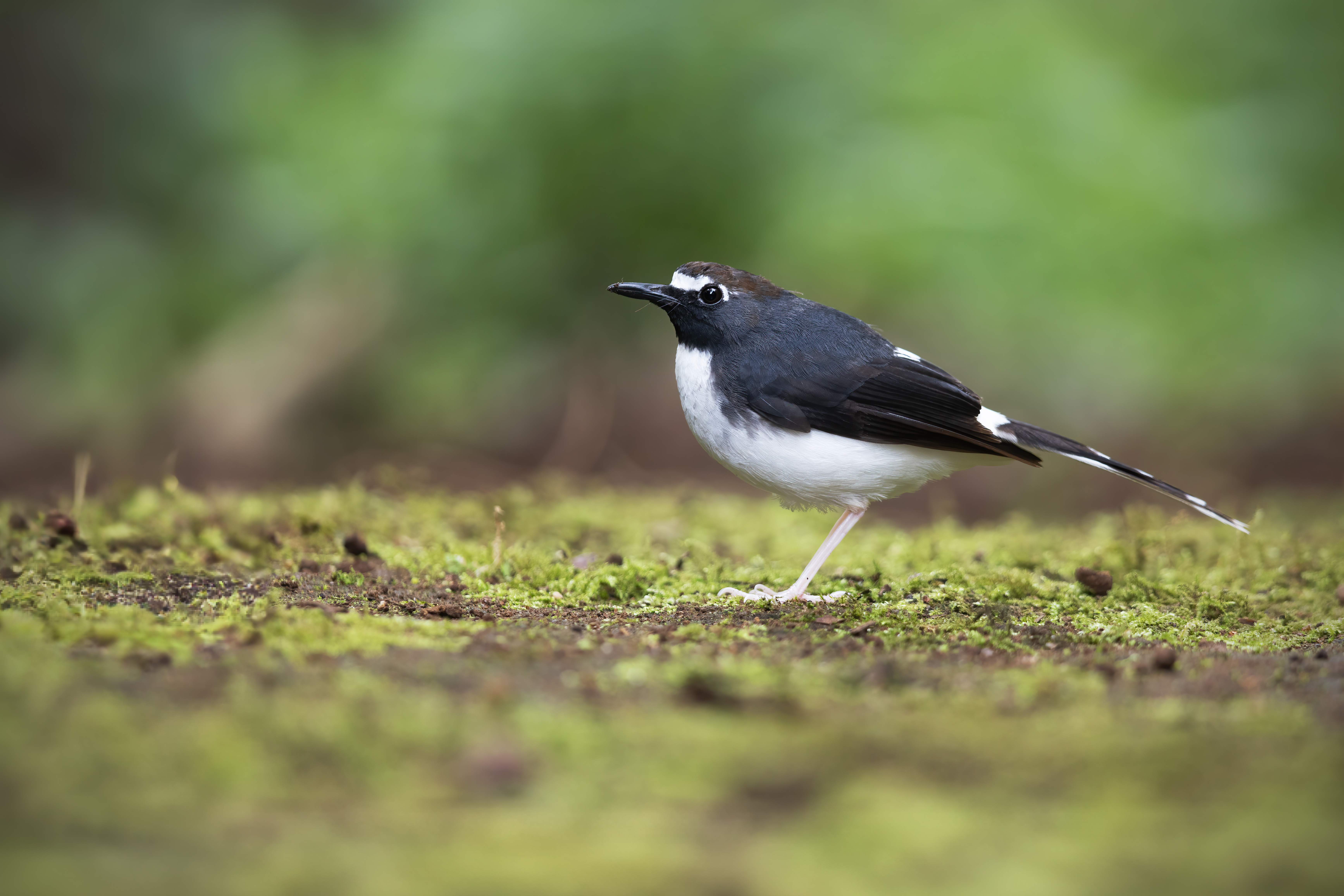

## Utbredning och systematik
Sundaklyvstjärt förekommer enbart i Indonesien. Den delas in i två underarter med följande utbredning:
- Enicurus velatus sumatranus – bergsbäckar på Sumatra
- Enicurus velatus velatus – bergsbäckar på Java

### Familjetillhörighet
Klyvstjärtarna ansågs fram tills nyligen liksom bland andra stenskvättor, stentrastar, rödstjärtar vara små trastar. DNA-studier visar dock att de är marklevande flugsnappare (Muscicapidae) och förs därför numera till den familjen.

## Levnadssätt
Sundaklyvstjärten hittas i bergstrakter på mellan 600 och 2000 meters höjd. Den påträffas vanligen utmed smala och snabbt strömmande forsar, ofta vippande på stjärten.

## Status och hot
Arten har ett stort utbredningsområde, men tros minska i antal, dock inte tillräckligt kraftigt för att den ska betraktas som hotad. Internationella naturvårdsunionen IUCN listar arten som livskraftig (LC).